# Adel Abdelrahman
Adel Abdelrahman (ur. 11 grudnia 1967) – piłkarz egipski grający na pozycji napastnika.

## Kariera klubowa
Przez całą karierę piłkarską Abdelrahman związany był z klubem Al-Ahly Kair. W 1987 roku zadebiutował w jego barwach w pierwszej lidze egipskiej i z czasem stał się jego podstawowym zawodnikiem. W swojej karierze trzykrotnie zostawał mistrzem kraju w latach 1989 i 1994–95 oraz czterokrotnie zdobywał Puchar Egiptu w latach 1989 i 1991–93. W 1995 roku wygrał Arabski Puchar Zdobywców Pucharów. Karierę piłkarską zakończył w 1995 roku w wieku 28 lat.

## Kariera reprezentacyjna
W reprezentacji Egiptu Abdelrahman zadebiutował 3 marca 1990 roku w przegranym 1:3 grupowym meczu Pucharu Narodów Afryki 1990 z Wybrzeżem Kości Słoniowej, rozegranym w Algierze. Na tym turnieju zagrał również w dwóch innych meczach grupowych: z Nigerią (0:1) i z Algierią (0:2). W tym samym roku został powołany przez selekcjonera Mahmouda El-Gohary’ego do kadry na Mistrzostwa Świata we Włoszech. Tam zagrał we 2 spotkaniach: z Holandią (1:1) i Anglią (0:1). W kadrze narodowej rozegrał 12 meczów i strzelił jednego gola.